# Passato remoto
Il passato remoto (o meno comunemente perfetto semplice) è una forma verbale del modo indicativo.
Normalmente il passato remoto viene usato per indicare avvenimenti dall'aspetto verbale puntuale anziché duraturo (il che lo distingue dall'imperfetto) e considerati come compiuti in un passato considerato psicologicamente come lontano, povero di rapporti espliciti con il presente (inteso come il momento dell'enunciazione), il che lo distingue dal passato prossimo.

## Coniugazione del passato remoto
Questa forma verbale si coniuga sostituendo le desinenze dell'infinito (-are, -ere, -ire) con quelle previste nel sistema verbale italiano per il presente nelle tre coniugazioni:
|                          | 1ª persona io | 2ª persona tu | 3ª persona egli | 1ª persona noi | 2ª persona voi | 3ª persona essi |
| 1ª coniugazione parlare  | parlai        | parlasti      | parlò           | parlammo       | parlaste       | parlarono       |
| 2ª coniugazione ricevere | ricevei       | ricevesti     | ricevé          | ricevemmo      | riceveste      | riceverono      |
| 3ª coniugazione dormire  | dormii        | dormisti      | dormì           | dormimmo       | dormiste       | dormirono       |

- I verbi della seconda coniugazione (-ere) possono avere, in aggiunta, una coniugazione alternativa che li avvicina a verbi irregolari come dare e stare. Ne consegue che molti verbi prevedono diverse forme doppie: io ricevei/ricevetti:

| 2ª coniugazione ricevere | ricevetti | ricevesti | ricevette | ricevemmo | riceveste | ricevettero |

- Le terminazioni, quando la radice è irregolare, sono leggermente diverse da quelle regolari:

| coniugazione irregolare piangere | piansi | piangesti | pianse | piangemmo | piangeste | piansero |

- I verbi della prima e della terza coniugazione (-are e -ire) sono in genere regolari, mentre quelli della seconda sono in genere irregolari.
- Se un verbo è irregolare, la sua coniugazione completa sarà un alternarsi di forme irregolari e regolari a seconda della persona. Sono regolari la seconda persona (singolare e plurale) e la prima persona plurale, mentre sono irregolari le altre (es.: avere: ebbi, avesti, ebbe, avemmo, aveste, ebbero). Diversi verbi irregolari possono essere classificati in gruppi a seconda della terminazione della radice. Si tratta di fenomeni relativamente semplici a cui si può ricondurre un discreto numero di forme. Il discorso vale soprattutto per le forme irregolari che terminano, alla prima persona, in --si (piansi, risi e simili).[2]
  - Ad esempio, per i verbi che terminano in  -cere (vincere) si ha: vinsi, vincesti, vinse, vincemmo, vinceste, vinsero. Similmente, per i verbi in -gere, come piangere avremo: piansi, piangesti, pianse, piangemmo, piangeste, piansero; i verbi in -ggere (reggere) si coniugano così: ressi, reggesti, resse, reggemmo, reggeste, ressero.
  - I verbi che terminano in -dere daranno  risi, ridesti, rise, ridemmo, rideste, risero; per i verbi che terminano in -ndere si ha normalmente:  spesi, spendesti, spese, spendemmo, spendeste, spesero.
  - Per il verbo spegnere e gli altri che terminano in -gnere le forme sono:  spensi, spegnesti, spense, spegnemmo, spegneste, spensero; analogamente, per i verbi in -gliere si ha:  scelsi, scegliesti, scelse, scegliemmo, sceglieste, scelsero.
  - Esistono comunque dei meccanismi devianti che complicano notevolmente l'apprendimento di questa forma verbale; basti pensare al verbo perdere, per il quale sono possibili le forme persi, ma anche perdetti e perdei; i verbi credere e vendere sono regolari; il verbo succedere è regolare o irregolare a seconda del suo significato, eccetera.
- Tra gli altri fenomeni, uno dei più vistosi è quello del raddoppiamento della consonante finale della radice:  bevvi (bere), caddi (cadere), piacqui (piacere), nacqui (nascere), piovve (piovere), ruppi (rompere), seppi (sapere), tacqui (tacere), tenni (tenere), venni (venire), volli (volere), ebbi (avere-habēre), eccetera. Anche in questo caso sono regolari la seconda persona (singolare e plurale) come anche la prima persona plurale, mentre sono irregolari le altre.
- Il verbo essere è caratterizzato da un meccanismo proprio: fui, fosti, fu, fummo, foste, furono.
- Si rimanda, per gli altri casi, alla voce sui verbi irregolari italiani.

## Storia
Il passato remoto corrisponde alle varie forme di perfectum semplice che le lingue romanze hanno ereditato dal latino. Dato che in latino classico la forma concorrente, ossia il  passato prossimo, non esisteva ancora, era un tempo di largo uso. 
Tra i mutamenti fonologici che hanno caratterizzato il passaggio dal perfectum latino alla forma del passato remoto italiano, si ricordano i seguenti:
- La forma latina cantavi alla prima persona ha subito la caduta  della -v- intervocalica, un fenomeno abbastanza diffuso: il risultato è stato cantai. Vale un discorso analogo per le altre persone (per esempio da cantavisti è risultato cantasti).
- La terza persona cantò deriva da cantaut ed è un classico esempio di assimilazione tra le due vocali della desinenza, a e u (Bruni).
- Anche la caduta della consonante finale -t è un fenomeno normalissimo per gli sviluppi dell'italiano.

La tendenza del passato remoto ad essere usato meno durante il passare dei secoli è un fenomeno controverso. A questo proposito si ricorda soltanto il fatto che ancora nel Medioevo, il passato remoto conosceva degli usi ormai scomparsi nella grammatica dell'italiano moderno:
d'acqua e di fronde, che si chiamò Ida;

or è diserta come cosa vieta.»
(Dante, Inferno, Canto XIV)
(Giovanni Boccaccio, Decameron, sesta giornata, ottava novella)
In esempi simili a quelli qui proposti, che illustrano un uso particolare del verbo chiamarsi, la lingua standard prevede infatti l'uso dell'imperfetto (si chiamava). Questo fenomeno, un tempo molto frequente, non è mai stato completamente chiarito.

## L'uso: passato remoto e passato prossimo
Si illustra in quanto segue l'uso del passato remoto in relazione al passato prossimo. Per quanto riguarda le questioni inerenti all'imperfetto, si rimanda alla voce dedicata a questa forma verbale.

### Passato vicino e passato lontano
La differenza tra queste due forme verbali è sottile e quasi sempre il passato remoto può essere sostituito dal passato prossimo senza il pericolo di produrre enunciati veramente inaccettabili. Non vale necessariamente il discorso contrario, dato che eventi che hanno un rapporto specifico con il presente non possono essere descritti usando il passato remoto. Per questo, l'enunciato
- Non mangio niente perché cenai già (?)

non è considerato come accettabile nella grammatica dell'italiano standard: infatti l'effetto dell'azione sta ancora perdurando al momento presente dell'enunciazione, mentre il passato remoto indica in qualche modo una sorta di lontananza dell'evento.
Non sarà mai possibile stabilire una regola generale che stabilisca la  quantità di tempo trascorsa per poter definire se l'evento è da considerarsi come "prossimo" o "remoto", dato che ciò dipende dalla  distanza psicologicamente percepita. Come ricordano alcuni studiosi (vedi Weinrich), in passato diversi grammatici si illudevano che fosse possibile attenersi alla cosiddetta regola delle 24 ore. Secondo questo principio, gli eventi antecedenti per più di ventiquattro ore dovevano essere indicati con il passato remoto, gli altri con il passato prossimo. In realtà, la teoria era destinata a fallire.
Tenendo sempre conto del contesto, si preferisce il passato prossimo per eventi considerati in qualche modo ancora attuali. In  un altro contesto, il passato remoto può caratterizzare i medesimi eventi in maniera diversa: essi possono avere un qualche riferimento al presente, ma un tale riferimento non viene in nessun modo indicato (come si può osservare nella seguente coppia di enunciati):
- La guerra del golfo è stata un evento che anche oggi fa parlare molto di sé.
- La guerra del golfo fu causata da diverse circostanze.

Il nome delle due forme verbali continua comunque a suggerire la differenza principale che le caratterizza: mentre il passato prossimo si riferisce piuttosto ad eventi considerati psicologicamente come vicini, il passato remoto è la forma del passato percepito come psicologicamente lontano. 
L'opposizione tra vicino e lontano può peraltro comparire in enunciati in cui vengono usati tutti e due i tempi:
- Ieri, il parlamento ha abolito la legge che fece parlare tanto di sé prima della guerra.

### Altre differenze tra passato prossimo e remoto
Tra le due forme verbali intercorrono comunque differenze di varia natura, che vanno ben oltre la distinzione tra vicino e lontano:
- Registro: Il passato prossimo è tendenzialmente preferito nella lingua di registro meno controllato (meno alto). Il passato remoto si incontra più spesso nella lingua scritta che in quella parlata, a meno che il contributo orale non sia accuratamente pianificato o formale.

- Fattori storici: Il passato prossimo, nel corso dei secoli, ha finora mostrato una certa tendenza a sostituire il passato remoto, per cui quest'ultimo può avere connotati, anche negativi, di vetustà o antichità (si ricorda che in latino, il passato prossimo non esisteva e si usava quindi solo la forma corrispondente al passato remoto). Il suo uso può quindi non essere adeguato al contesto della vita quotidiana. Nel parlato, soprattutto alla seconda persona, può accadere che lo si usi solamente per scherzare. D'altro canto il passato remoto alla prima e alla terza persona nella lingua scritta di registro sostenuto (si pensi ad un articolo giornalistico, lavoro scolastico o alla lingua parlata ben pianificata) non è mai stato seriamente messo in discussione.

- Varietà regionali: Il passato prossimo prevale nettamente in Italia del Nord e in Sardegna, dove è usato anche in contesti che tradizionalmente prescrivevano l'uso del passato remoto. Il passato remoto è relegato in queste aree geografiche a funzione puramente letteraria, con una situazione simile a quella del passé simple francese. Nell'Italia del Sud è invece parecchio usato anche senza distinzione aspettuale nei confronti del passato prossimo. Si noti anche che non tutti gli idiomi meridionali dispongono del passato prossimo (es: siciliano). In Toscana invece è ancora viva l'alternanza dei due passati con attenzione all'aspetto del verbo [4] sia con aspetto perfettivo: "Ieri venni a Milano" (ma sono ripartito e non ci sono più) opposto a "Ieri sono venuto a Milano" (e ci sono ancora); sia con aspetto puntuale (connesso ad un punto preciso nel tempo): "Ieri lo chiamai a mezzogiorno, ma non mi rispose al telefono" opposto a "Ieri l'ho chiamato, ma non mi ha risposto al telefono" (non si specifica quando, ma nel corso della giornata), e opposto a "Ieri lo chiamavo, ma non rispondeva al telefono" (ho provato ripetutamente).

- Flessibilità: Il passato prossimo è più universale, meno marcato dal punto di vista linguistico e viene generalmente preferito anche per questo.

La molteplicità di differenze tra i due tempi, considerabili sotto diverse prospettive, lascia al parlante un certo margine di scelta.

## Il passato remoto nella formazione di parole
Il passato remoto non si presta particolarmente alla formazione di parole, sicché il fenomeno si presenta soltanto in contesti assai particolari. Si ricorda nell'italiano burocratico il sempre più desueto attributo fu, anteposto ad un nome per indicare una persona deceduta (ad esempio, Il fu Mattia Pascal). In questo caso, le caratteristiche grammaticali del passato remoto (tempo, aspetto) permettono evidentemente di considerare la vita di una persona come evento inequivocabilmente concluso.

## Forme corrispondenti nelle lingue romanze
Nelle lingue imparentate all'italiano, il passato remoto (perfetto semplice) mostra evidenti somiglianze nelle forme e nella funzione basilare, ma  non ha sempre avuto la stessa fortuna.

### Catalano
Nella lingua catalana, il passato remoto (passat perfet) aveva una coniugazione come l'italiano (il verbo cantar 'cantare' era: jo cantí, tu cantares, ell cantà, nosaltres cantàrem, vosaltres cantàreu, ells cantaren). Ma queste forme sono scomparse nella lingua, tranne nella città di Valencia e nella letteratura. Oggigiorno si usa una forma perifrastica con l'ausiliare va (jo vaig cantar, tu vas cantar (o vares cantar), ell va cantar, nosaltres vam cantar (o vàrem cantar), vosaltres vau cantar (o vàreu cantar), ells van cantar (o varen cantar)).

### Francese
Nella lingua francese, il passato remoto è noto come passé simple. Come in italiano e in tutte le lingue romanze, indica un avvenimento da considerarsi come compiuto (a differenza dell'imperfetto) e lontano (al contrario del passato prossimo). Nell'uso quotidiano della lingua parlata, in Francia, questo tempo non viene più usato, venendo così relegato alla lingua scritta, ed essendo spesso trascurato anche nei testi letterari, sebbene non sia raro. Nel complesso, comunque, si utilizza meno che in italiano.
La tipica coniugazione può essere riassunta così:
|      | verbi in -er (aimer) | verbi in -ir (finir) | verbi in -re (rendre) (paraître)     |
| ---- | -------------------- | -------------------- | ------------------------------------ |
| je   | -ai (aimai)          | -is (finis)          | -is (rendis) -us (parus)             |
| tu   | -as (aimas)          | -is (finis)          | -is (rendis) -us (parus)             |
| il   | -a (aima)            | -it (finit)          | -it (rendit) -ut (parut)             |
| nous | -âmes (aimâmes)      | -îmes (finîmes)      | -îmes (rendîmes) -ûmes (parûmes)     |
| vous | -âtes (aimâtes)      | -îtes (finîtes)      | -îtes (rendîtes) -ûtes (parûtes)     |
| ils  | -èrent (aimèrent)    | -irent (finirent)    | -irent (rendirent) -urent (parurent) |

### Lombardo
In lombardo il passato remoto, noto come passad lontan, è estinto dalla fine del diciannovesimo secolo, con i centri urbani che l'hanno perso intorno alla metà del secolo, con l'eccezione di Milano, ove era già dimenticato alla fine del secolo precedente.

Resta comunque ben noto in letteratura, presente sin dal primo testo conosciuto, ovvero il Sermon Divin e sino al sedicesimo secolo esistevano fondamentalmente due modelli, uno per la prima coniugazione, con terminazioni in -ò  o -à (per esempio "el ligò", ossia "legò"), e uno per le restanti tre, con terminazioni in -è, intorno al 1600 si è vista una convergenza della prima coniugazione verso il modello utilizzato dalle altre tre, portando ad un unico modello che ha resistito sino alla scomparsa.
Similmente all'italiano e al francese rappresentava un evento lontano nel tempo e concluso. Oggi è stato sostituito dal passad vesin, ossia il passato prossimo.
La coniugazione è la seguente:
|              | Coniugazione unica (1600-1875)        |
| ------------ | ------------------------------------- |
| mi           | -è (parlè)                            |
| ti te        | -esset (parlesset)                    |
| lu el lee la | -è (parlè)                            |
| Num          | -essem/am -è (parlessem/am parlè)     |
| violter      | -essev/-esses (parlessev o parlesses) |
| lor lore     | -enn o i -è (parlenn/i parlè)         |

### Portoghese
Nella lingua portoghese, viene chiamato pretérito perfeito. È la forma più frequente per indicare un'azione iniziata e compiuta nel passato, sicché è molto più frequente che in italiano. In quanto segue, se ne descrive la coniugazione dei casi più tipici:
|      | verbi in -ar (amar) | verbi in -er (correr) | verbi in -ir (partir) |
| ---- | ------------------- | --------------------- | --------------------- |
| eu   | -ei (amei)          | -i (corri)            | -i (parti)            |
| tu   | -aste (amaste)      | -este (correste)      | -iste (partiste)      |
| ele  | -ou (amou)          | -eu (correu)          | -iu (partiu)          |
| nós  | -ámos (amámos)      | -emos (corremos)      | -imos (partimos)      |
| vós  | -astes (amastes)    | -estes (correstes)    | -istes (partistes)    |
| eles | -aram (amaram)      | -eram (correram)      | -iram (partiram)      |

### Siciliano
In lingua siciliana tradizionalmente esiste un'unica forma di passato, equivalente al passato remoto italiano e discendente dal perfetto latino: la Cademia Siciliana lo chiama perfetto o passato semplice. Più recentemente, per influenza dell'italiano, è entrato nella lingua un passato composito simile al passato prossimo italiano.

### Spagnolo
In spagnolo, il passato remoto (pretérito perfecto simple), o pretérito indefinido  viene usato più che in italiano o in francese. Il passato prossimo viene rigidamente limitato, nel suo uso, a contesti in cui l'azione svolta si ritrova in un chiaro e indiscutibile rapporto con il momento dell'enunciazione. Un racconto, al contrario, sarà formulato con l'uso dell'indefinido e dell'imperfetto.
La coniugazione regolare del pretérito perfecto simple è la seguente:
|             | Verbi in -ar (hablar, parlare) | verbi in -er (comer, mangiare) e in -ir (vivir, vivere) |
| ----------- | ------------------------------ | ------------------------------------------------------- |
| yo          | -é (hablé)                     | -í (comí - viví)                                        |
| tú          | -aste (hablaste)               | -iste (comiste - viviste)                               |
| él-ella     | -ó (habló)                     | -ió (comió - vivió)                                     |
| nosotros    | -amos (hablamos)               | -imos (comimos - vivimos)                               |
| vosotros    | -asteis (hablasteis)           | -isteis (comisteis - vivisteis)                         |
| ellos-ellas | -aron (hablaron)               | -ieron (comieron - vivieron)                            |

Per quanto riguarda i verbi irregolari, la maggior parte dei fenomeni riguarda il cambio della radice.
- Per esempio, il verbo all'infinito venir assume al passato remoto la radice vin-: vine, viniste eccetera;
- oppure del verbo tener si ha la radice tuv-: tuve, tuviste eccetera.

Le desinenze per i verbi irregolari con il cambio di radice sono esposte all'esempio di questi due verbi ripresi per la tabella sottostante. Si noti tra l'altro la mancanza dell'accento tonico finale alla prima e alla terza persona singolare:
|             | Venir               | tener               |
| ----------- | ------------------- | ------------------- |
| yo          | -e (vine)           | -e (tuve)           |
| tú          | -iste (viniste)     | -iste (tuviste)     |
| él-ella     | -o (vino)           | -o (tuvo)           |
| nosotros    | -imos (vinimos)     | -imos (tuvimos)     |
| vosotros    | -isteis (vinisteis) | -isteis (tuvisteis) |
| ellos-ellas | -ieron (vinieron)   | -ieron (tuvieron)   |

Altre radici verbali che differiscono rispetto a quella dell'infinito sono le seguenti:
- anduv- per andar: yo anduve ecc., sempre con le desinenze soprastanti;
- dij- per decir: dije ecc., sempre con le desinenze soprastanti;
- estuv- per estar: yo estuve ecc., sempre con le desinenze soprastanti;
- hic- per hacer: hice, hiciste, hizo ecc., sempre con le desinenze soprastanti;
- pud- per poder: pude ecc., sempre con le desinenze soprastanti;
- pus- per poner: puse ecc., sempre con le desinenze soprastanti;
- quis- per querer: quise ecc., sempre con le desinenze soprastanti;
- sup- per saber: supe ecc., sempre con le desinenze soprastanti;
- traj- per traer: traje ecc., sempre con le desinenze soprastanti.

I verbi che dittongano al presente indicativo cambiano la vocale della radice alla terza persona. 
- Per esempio, il presente di dormir è yo duermo; per questo verbo, si avrà normalmente il passato remoto dormí, dormiste per la prima e la seconda persona, ma la forma irregolare durmió per la terza persona singolare; avremo inoltre dormimos e dormisteis come forme regolari, ma durmieron alla terza persona.
- Analogamente, avremo il verbo sentir che al presente dà yo siento: in questo caso, per il passato remoto si avrà sentí, sentiste come forme regolari, ma alla terza persona la forma risulta sintió (sintieron per la terza persona plurale).

Infine, i verbi ser e ir, che in questo tempo verbale coincidono, seguono uno schema a sé stante: fui, fuiste, fue, fuimos, fuisteis, fueron. Per dar, si avrà similmente: di, diste, dio, dimos, disteis, dieron.
Dato che lo spagnolo castigliano è diffuso un po' in tutto il mondo, va detto che l'uso del passato prossimo, quindi del pretérito perfecto compuesto, può essere più o meno diffuso e a seconda del paese, dove si darà più o meno la precedenza al passato remoto (appunto pretérito perfecto simple oppure indefinido). La convinzione - abbastanza diffusa nella penisola iberica - secondo la quale nei paesi ispanoamericani si usi oramai quest'ultima forma è in ogni caso erronea.